# 小倩 (1997年電影)
《小倩》（英語：A Chinese Ghost Story: The Tsui Hark Animation）是一部1997年由徐克監製及原作的香港动画电影，改編自蒲松齡《聊齋誌異·聶小倩》，是香港首部結合平面與立體動畫的長片。情节和人物设计与原作電影《倩女幽魂》有极大差别，原作的阴森恐怖被改编成幽默诙谐，整部影片充满了轻松调侃的基调，片中常有令人捧腹的场面。

## 故事简介
主角寧采臣為一名收帳書生，他與愛犬金堅正在前往郭北縣進行收帳工作。他在某個晚上在1個涼亭留宿，他亦想起已經嫁人的前女友小蘭，原來因為寧采臣為了有資本與小蘭共渡餘生而成為一個工作狂，因而冷落了小蘭，導致小蘭改嫁別人，更將當時送給她、比喻「情比金堅」的金堅退還給寧采臣。突然五台山白雲寺的住持白雲大師及其高徒十方來到涼亭，原來這涼亭潛伏了不少污氣鬼，而寧采臣因此見證白雲大師及十方如何將這些污氣鬼全部擊敗，更決心要趁這外出收帳的機會多見識外面的世界，從而裝備自己。
經過多天的趕路後，寧采臣終於到達郭北縣並意外的成功收帳，就在他想著為什麼這簡單工作沒人肯承擔並準備回程時遇見絕色女鬼小倩，並被她的美色所吸引。而寧采臣這時意外乘上1輛會飛天的轎鬼，因而發現郭北縣其實是鬼城，並在轎鬼的介紹下來到一間茶樓，這時他又重遇小倩，但因為寧采臣太緊張，導致心跳聲太大並引起在場所有鬼的注意，最後小倩及其助手小鬼火將寧采臣救出。救出後小倩的神主牌（有如現代的手提電話）響起，原來她的同伴兼競爭對手小蝶打來的，她們原來要找年青男子交給她們的主子樹妖姥姥以保持青春美貌，而寧采臣已經被小倩作為目標。就在這時道士燕赤霞出現並駕駛著他的抓鬼用戰鬥機械人道神道大肆抓鬼，兩人逃走期間小倩被燕赤霞的符咒打傷，而燕赤霞發現寧采臣是人類後勸說他應該站在同一陣線，並表示鬼的說話絕不可信，要求寧采臣要抓住小倩。這時姥姥以樹妖本體出現與燕赤霞對戰，小倩兩人及金堅趁機被1隻樓梯鬼救走，而姥姥亦遭燕赤霞暫時擊退，燕赤霞亦只能希望寧采臣能夠逃出生天。
寧采臣他們雖然成功脫離險境，但他們被樓梯鬼送上開往投胎門的投胎火車上，小倩在車上講述自己為了男友黑山老妖而一直不肯投胎，寧采臣亦因此知道有關黑山老妖的事，並又一次想起小蘭。當火車快到達投胎門時，小蝶出現並帶走了寧采臣，結果小蝶及小倩在半空中發生搶人大戰，最後小倩、寧采臣及金堅都遭小蝶擊落至山下的樹林內。這時候已經白天了，寧采臣為了不讓小倩化為灰燼而用自身遮掩住小倩跳到陽光仍未射到的湖底，並決定暫時躲在寧采臣的傘子內後再折返郭北縣，怎料走至半途又遇上燕赤霞，燕赤霞本來希望抓住躲在傘內的小倩，但後來因為寧采臣的真誠求情而受到感動並決定放她一馬，這時感應到小倩妖氣的白雲大師及十方已追上來，燕赤霞因而啟動道神道協助寧采臣逃走，並告訴寧采臣他與白雲大師之間的競爭及異見，結果白雲大師追上了並攻擊了燕赤霞，燕赤霞為了好好與白雲大師對決而只好先讓寧采臣逃走，最後道神道遭白雲大師摧毀了，燕赤霞因而生死未卜...
最後到了晚上時寧采臣與已離開傘子的小倩終於返到郭北縣，適逢黑山老妖於郭北縣登台，寧采臣得以見證黑山老妖的霸氣以及吸引力，但這時小倩遭小蝶作弄，導致她不小心拔斷黑山老妖的1條頭髮，黑山老妖因而怒不可遏並意圖攻擊小倩，寧采臣挺身而出並教訓了黑山老妖一頓，就在黑山老妖準備再發動攻擊時白雲大師及十方出現並與盛怒的黑山老妖戰鬥，最後黑山老妖因為頭髮被白雲大師燒光而被迫撤退。而寧采臣帶著被打擊至深的小倩到一山洞內暫避，寧采臣為了希望小倩能夠開心起來而願意將自己的魂魄交給小倩帶回給姥姥吸收，而姥姥快要吸到寧采臣的魂魄時小倩想起白天時他們的快樂以及寧采臣對她的好而傷心起來，並將寧采臣的魂魄救走並帶回其肉體。
小倩救回寧采臣後決定跟著他，寧采臣決定帶小倩一同投胎，從而重過新生活。這時黑山老妖已經追來並再次迫小倩屈服於他，小倩與寧采臣開始逃走並成功逃上投胎火車，這令火車遭黑山老妖攻擊，最後燕赤霞突然出現並成功將黑山老妖打得粉身碎骨，燕赤霞於火車上表示自己雖然倖存但道神道已經遭白雲大師摧毀，並再次問寧采臣及小倩是否決定投胎。這時白雲大師及十方已經追來並意圖將火車上的所有鬼一網打盡而阻截了火車的前進路線，燕赤霞與白雲大師又再次爆發大戰，而十方遭小蝶暫時打退，但此時小蝶及小倩都遭白雲大師抓住，但兩人最後因燕赤霞的最後絕招而得以脫險，但寧采臣意外掉落到投胎門外，寧采臣眼見投胎門要關上了而肉身支撐著大門。最終投胎火車成功穿越了投胎門，小倩亦知道她即將投胎到北村的一戶桃花樹人家內，並要求寧采臣一定要記好這地點，而在門外的白雲大師因中了燕赤霞的最後絕招而一樣法力全失，兩人與十方只能一直的拳打腳踢並不知不覺的都進了投胎門，這時小倩、寧采臣及金堅都在無情槌的關卡，但寧采臣為了躲避無情槌而失散了，甚至意外被十方等人打出投胎門外...
當寧采臣醒來時發現自己尚未投胎之餘，自己原來掉落在小倩所提及的北村，故此決定進村尋找投胎後的小倩，並在尋找期間發現白雲大師、燕赤霞及十方真的投胎成功了，並且投胎成了三胞胎兄弟，而金堅反而帶著寧采臣的記憶投胎到他們家中當其中1隻貓，並因此逃出來找著寧采臣。而寧采臣找到小倩所提及的人家時發現該人家竟是小蘭及其丈夫的家，原來小蘭亦剛生下孩子，寧采臣則將他當成小倩的投胎而帶到河邊問他，結果孩子不但被嚇哭了，甚至被追來的小蘭丈夫痛打一番，小蘭亦以為寧采臣為了報復她嫁了別人而搶了孩子，更令寧采臣受打擊的是小蘭生的是兒子，故此不是小倩的投胎。就在寧采臣絕望之時金堅帶著傘子來見寧采臣，寧采臣因而知道小倩躲在傘子內而決定跳進河內讓小倩出來，原來小倩看見寧采臣被撞了出去，所以追出去了，更因為天色已亮的關係而躲在傘子裡，因而沒有走去投胎。寧采臣因而很開心的在河中載浮載沉著狂歡起來，令在河邊看著寧采臣跳河的小蘭都看不過眼，而小倩亦終於再次回到寧采臣身邊並一直跟著他。

## 角色
寧采臣
配音：林海峰（香港）；吳奇隆（台灣）；石田彰（日本）
本片男主角，為一收帳書生，金堅的主人。性格勤奮正直，有上進心，而且為人非常重情，對前女友小蘭仍然念念不忘。
在一次收帳工作時遇見女鬼小倩，雖人鬼殊途但願意接納她，並願意帶著她一起尋找屬於他們的未來。
聶小倩
配音：袁詠儀（香港）；張艾嘉（台灣）；林原惠（日本）
本片女主角，為樹妖姥姥麾下的絕色女鬼之一。
在郭北縣遇見寧采臣時準備引誘他成為姥姥的養顏犧牲品，但因寧采臣把她當成朋友一樣，亦多次為她挺身而出而慢慢的產生好感，最後願意跟隨著寧采臣一輩子。
其專屬歌曲《親親桃花》由陳琪主唱。
小蝶
配音：楊采妮（香港）；劉若英（台灣）；田村由香里（日本）
為樹妖姥姥麾下的絕色女鬼之一，與小倩身為競爭對手兼同伴。
曾經為了搶功勞而將寧采臣帶走過，甚至因為作弄小倩而間接令她惹怒了黑山老妖，但在後期因為小倩對寧采臣的真情感動下轉而幫助他們，並與進入投胎門的小倩及寧采臣送行告別。
姥姥
配音：陳慧琳（香港）；楊凡（台灣）；野澤由香里（日本）
法力高深的樹妖，據燕赤霞估計已達萬年修為。
平常依靠小倩及小蝶她們提供年輕男子的魂魄精元以維持她人型姿態的美貌，而在故事中姥姥本來已陷入即將打回原型的情況。
在吸收寧采臣時被小倩強行救走以及小蝶的助攻下導致自身的妝容被拆除，並且因為距離上一次吸收魂魄精元的時間已久，在未有補充的情況下打回原型。
其專屬歌曲《姥姥之歌（粵語）／我最美（國語）》由王馨平主唱。
燕赤霞
配音：黃霑（香港）；李立群（台灣）；內海賢二（日本）
法力高強的道士，白雲大師的競爭對手及勁敵。以寶盒的符咒及自己的抓鬼用戰鬥機械人道神道作為戰鬥手段。
為人講究朋友道義，而且在兇神惡殺的面孔下仍有寬宏大量的一面，故此對於願意改邪歸正，甚至踏上投胎之路的鬼他都會願意提供重生的機會而不會直接收服（他收服的鬼大多都是罪大惡極，且不願悔改的），這亦是後期他受到寧采臣及小倩的感情所感動並一直的協助他們前往投胎門的原因。但結局因法力盡失並誤闖投胎門後成為白雲大師及十方的三胞胎兄弟。
其專屬歌曲《天黑黑人神神（粵語）／天一黑我就精神（國語）》由黃霑主唱。
白雲大師
配音：黃毓民（香港）；洪金寶（台灣）；大塚周夫（日本）
五台山白雲寺住持，燕赤霞的競爭對手及勁敵。以禪杖及強勁的佛門法術作為戰鬥手段。
為人黑白分明，對於抓鬼一事他一直採取堅定的逢鬼必除的原則，就算對方希望改過自新重新投胎為人亦不給對方任何一個機會。但結局因法力盡失並誤闖投胎門後成為燕赤霞及十方的三胞胎兄弟。
十方
配音：葛民輝（香港）；蘇有朋（台灣）；森川智之（日本）
白雲大師的高徒，以禪杖及強勁的佛門法術配合自身的武功基礎作為戰鬥手段，平常與白雲大師一同行動。
為人有點卑鄙，並且有野心希望自身的成就及功力都超越其師父白雲大師，甚至在投胎門前一戰可見一斑。但結局因誤闖投胎門後成為燕赤霞及白雲大師的三胞胎兄弟。
黑山老妖
配音：陳小春（香港）；羅大佑（台灣）；大塚明夫（日本）
高大威猛、全身黑色的巨人妖怪，為鬼界中的天王巨星，同時為小倩的男友。
性格自戀自大，一直以被其他的鬼怪崇拜為樂，對於侵犯他的威勢、甚至不屈服於他的人鬼事物都處以摧毀，連弄斷他兩條頭髮的小倩他亦試圖殺了她。
雖然他有強大的破壞力以及巨人的身型，但始終屬於四肢發達、頭腦簡單的鬼怪，故此在與白雲大師對戰時先被燒光頭髮而逃跑，後來纏上小倩意圖要她重新崇拜敬重他時更遭燕赤霞攻入要害並被打得粉身碎骨而死。
其專屬歌曲《黑山老妖（粵語）／愛恨惹是非（國語）》由鄭中基主唱。
小蘭
配音：黎瑞恩（香港）；王馨平（台灣）；湯屋敦子（日本）
寧采臣的前女友，但因寧采臣為了努力賺錢跟她一起，就不只拋棄了他，甚至嫁給現在住在北村的丈夫。
於電影開始時於寧采臣的夢中出現過，後來於故事結尾正式登場，而且剛好生下孩子，但孩子被寧采臣誤以為小倩的投胎轉世而被搶走，因而認為寧采臣為了報復她而破壞她們的家庭。最後親眼看見寧采臣跳河並且狂歡的樣子就表示看不過眼了。
小蘭的丈夫
配音：鄭中基（香港）；鄭中基（台灣）；（日本）
小蘭的丈夫，居於北村，份屬友情客串角色。
只於故事結尾登場，對寧采臣的出現極不友善，而且孩子被寧采臣誤以為小倩的投胎轉世而被搶走的關係，所以追上來痛毆了一番。最後親眼看見寧采臣跳河時以為因為遭受他的肉體傷害以及小蘭的心靈傷害而大受打擊並試圖自尋短見。
金堅
配音：徐克（香港）；徐克（台灣）；徐克（日本）
寧采臣的愛犬，為起初送給小蘭的定情禮物，名字亦取自「情比金堅」，但後來小蘭結婚時將牠還給了寧采臣（小蘭表示她最討厭狗）。
性格比較膽小，但在寧采臣的旅程中一直帶給他歡樂，亦算是寧采臣以前的傾訴對象。喜歡小倩身邊的助手小鬼火，在投胎前更獲小鬼火送吻，但意想不到的是他後來投胎成了貓咪，因此令寧采臣非常心痛。

## 工作人員
- 導演：陳偉文
- 編劇、故事、監製：徐克
- 出品人：向華強、施南生、朱美蓮、佐藤恆夫
- 策劃：江志強、陳培基、馮世強
- 製片：徐艷兒
- 音樂：何國杰
- 剪接：麥子善 (HKSE)
- 剪接助手：陳志偉 (HKSE)
- 粵語配音領班：盧雄
- 人物造型設計：鍾漢超
- 人物動畫指導：遠藤哲哉
- 人物動畫製作：TRIANGLE STAFF（日本）
- 對白錄音室：聲藝錄音室有限公司
- 音響後期製作：Soundfirm（澳洲）
- 底片提供：柯達（遠東）有限公司（現：柯達（香港））
- 沖印：東方電影沖印（國際）有限公司
- 字幕製作：晶藝電影字幕公司
- 聯合出品：永盛娛樂製作有限公司、電影工作室有限公司、寶麗金（日本）株式會社（PolyGram K.K.）、國泰亞洲影片（私人）有限公司
- 製作：電影工作室有限公司
- 國際發行：嘉禾娛樂事業有限公司（香港）

## 主題曲
《依然是你（粵）／生死相許（國）》
主唱：黎明，陳慧嫻
作詞：向雪懷（粵）／何啟弘（國）
作曲：李偉菘
編曲：林鑛培
《黑山老妖（粵）／愛恨惹是非（國）》
主唱：鄭中基
作詞：林夕（粵）／何啟弘（國）
作曲：胡偉立
編曲：方樹樑
《親親桃花（粵）／親親桃花（國）》
主唱：陳琪
作詞：黃霑
作曲：黃霑
編曲：雷頌德
《姥姥之歌（粵）／我最美（國）》
主唱：王馨平
作詞：黃霑（粵）／何啟弘（國）
作曲：胡偉立
編曲：方樹樑
《天黑黑人神神（粵）／天一黑我就精神（國）》
主唱：黃霑
作詞：黃霑
作曲：黃霑
編曲：雷頌德

## 獎項
- 1997：第31屆金馬獎 - 金馬獎最佳動畫長片
- 1998：第4屆香港電影評論學會大獎 - 推薦電影
第43屆亞太影展 - 最佳動畫片

## 延伸閱讀
- 倩女幽魂
- 倩女幽魂電影版I

## 外部連結
- 香港影庫上《小倩》的資料（繁體中文）
- 開眼電影網上《小倩》的資料（繁體中文）
- 豆瓣电影上《小倩》的資料 （简体中文）
- 时光网上《小倩》的資料（简体中文）
- AllMovie上《小倩》的资料（英文）
- 爛番茄上《小倩》的資料（英文）
- 互联网电影数据库（IMDb）上《小倩》的资料（英文）